# Trilepisium
Trilepisium é um género botânico pertencente à família Moraceae.
1. ↑  «Trilepisium — World Flora Online». www.worldfloraonline.org. Consultado em 19 de agosto de 2020